# Karl Klein (Politiker)
Karl Klein (* 31. Januar 1956 in Hockenheim) ist ein deutscher Politiker der CDU. Er war von 2006 bis 2021 Abgeordneter im Landtag von Baden-Württemberg.

## Leben und Beruf
Karl Klein wuchs in Reilingen auf, wo auch sein Bruder Walter Klein von 1997 bis 2013 Bürgermeister war. Nach der Fachhochschulreife studierte er an der Fachhochschule für öffentliche Verwaltung in Kehl. 1978 legte er die Staatsprüfung zum Diplom-Verwaltungswirt (FH) ab. Von 1979 bis 1992 war er Hauptamtsleiter in der Gemeinde St. Leon-Rot.

## Politische Tätigkeit
Erstmals wurde Karl Klein 1992, im Weiteren 2000 sowie 2008 (bei den letzten beiden Wahlen jeweils ohne Gegenkandidat) zum Bürgermeister der Gemeinde Mühlhausen im Kraichgau gewählt. 2011 erklärte er seinen Amtsverzicht zum Ende desselben Jahres. Im Rahmen seiner Verabschiedung durch die Gemeinde Mühlhausen am 8. Februar 2012 wurde er mit der „Freiherr-vom-Stein-Medaille“, der höchsten Auszeichnung des Gemeindetages von Baden-Württemberg, ausgezeichnet.
1994 wurde er Mitglied des Kreistages des Rhein-Neckar-Kreises, dem er bis 2009 angehörte. Er wurde 1994 zum stellvertretenden Fraktionsvorsitzenden der CDU-Kreistagsfraktion gewählt. Außerdem gehört er dem Verband Region Rhein-Neckar an. Ab 2000 war er als Beisitzer im CDU-Kreisvorstand und der Kommunalpolitischen Vereinigung der CDU Rhein-Neckar tätig. Ebenfalls ab dem Jahr 2000 bis zum Ablauf seiner Amtsperiode als Bürgermeister war Karl Klein stellvertretender Vorsitzender der Bürgermeister im Rhein-Neckar-Kreis. Darüber hinaus war er seit 2000 Mitglied des Landesvorstandes des Gemeindetages Baden-Württemberg.
Bei der Landtagswahl am 26. März 2006 wurde Karl Klein im Wahlkreis 37 (Wiesloch) als Nachfolger von Staatssekretär Michael Sieber in den Landtag von Baden-Württemberg gewählt. Bei den Landtagswahlen am 27. März 2011 und am 13. März 2016 wurde er erneut in den baden-württembergischen Landtag gewählt. Im Juli 2012 wurde er zum Vorsitzenden des Finanz- und Wirtschaftsausschusses des Landtages gewählt. Zum Ersatzkandidaten wurde bei beiden Wahlen der Vorsitzende des CDU-Gemeindeverbandes Dielheim, der Rechtsanwalt Theo Sauer, gewählt.
Karl Klein ist Kreisvorsitzender der CDU-Rhein-Neckar, er folgte auf Stephan Harbarth, der sein Amt niederlegte, als er zum Bundesverfassungsrichter gewählt wurde.
Bei der Landtagswahl in Baden-Württemberg 2021 kandidierte er nicht erneut.

## Familie und Privates
Karl Klein ist katholisch. Er ist verheiratet und hat zwei erwachsene Kinder, einen Sohn und eine Tochter. Sein Sohn Christian Klein ist seit dem 11. Oktober 2019 Vorstandssprecher der SAP. Karl Klein lebt in Mühlhausen und engagiert sich dort in zahlreichen Kultur-, Sozial- und Sportvereinen sowie der Kolpingsfamilie. Von 1994 bis 2011 war er Vorsitzender des DRK-Ortsvereins.